# Domenico Tranaso
Domenico Tranaso (Vieste, 1796 – Trani, 21 settembre 1854) è stato un notaio e patriota italiano. Fu condannato a otto anni di prigione nel carcere di Trani nel 1850 per aver tentato di rovesciare il governo di Altamura nel 1848.

## Biografia
Domenico nacque nel 1796 circa a Vieste da Biaggio Tranaso e Gaetana Olivieri. Essendo il padre Biaggio un ricco possidente, Domenico ebbe la possibilità di diventare notaio ad Altamura già nel 1823. Più tardi, nel 1823, Domenico sposò Clemenzia Deluzio, dalla quale ebbe otto figli.

### Partecipazione alle rivolte di Altamura del 1848
Le tensioni ad Altamura furono elevate durante tutto l'anno 1848, in particolare a novembre, con il tentativo di espulsione del giudice Don Costantino Fiorese da Gravina che portò successivamente alla convocazione della Guardia Nazionale in città. La notte del 5 novembre, la Guardia, che conteneva le 80 guardie arrivate a pattugliare la città, fu invasa e saccheggiata da una folla di contadini. I soldati si sciolsero e la folla rimosse tutti i mobili e li bruciò nella piazza della città.
Nello stesso anno, don Domenico Tranaso, che si era unito alla sezione Progressisti del Carbonari il 21 gennaio, tenne discorsi alla folla, mettendo in evidenza le lamentele contro il governo e auspicando l'Unità d'Italia. Il 12 dicembre, Tranaso tenne un altro discorso in cui chiese la rimozione di tutti i simboli dell'attuale governo. Rivolse la sua retorica in modo particolare nei confronti del giudice reale, Ferdinando Ruggiero, la cui casa era stata attaccata meno di due settimane prima. Alla conclusione del discorso di Tranaso, la folla si diresse verso la vicina casa del giudice urlando "Abbasso il Giudice ladro e traditore! Fuori, fuori!".
Le truppe della Guardia Nazionale ancora di stanza in città furono immediatamente dislocate presso la casa del giudice. Ruggiero tentò di fuggire, ma fu notato da un gruppo di manifestanti armati che lo portarono da Tranaso, il quale ordinò a Ruggiero e a tutti gli altri funzionari pubblici di lasciare la città. Mentre i documenti non forniscono informazioni su quanto tempo sia effettivamente durato lo stato di anarchia, non sembra essere durato a lungo, dal momento che le truppe furono spostate velocemente dalla vicina Bari e da altre città vicine per riprendere il controllo della città.

### Imprigionamento e morte
Una volta che il governo ebbe ripreso il controllo di Altamura, Domenico Tranaso e suo figlio Biagio furono tra i primi a essere arrestati il 27 dicembre. Si tennero otto udienze di fronte al Gran Tribunale penale di Trani dal 22 luglio al 23 novembre 1850, allorché giunse il verdetto. Tranaso fu condannato per "abuso verbale e fisico nei confronti di un giudice nell'esercizio delle sue funzioni, costringendolo a cessare dall'esercizio del suo ufficio, accompagnato da violenza pubblica", e fu condannato a otto anni di prigione con una multa di 100 ducati da pagare in quattro anni.
Domenico Tranaso morì in prigione il 21 settembre 1854 a Trani.